# Алешков, Александр Николаевич
Алешков, Александр Николаевич (5 февраля 1896, д. Боброва Горка Сольвычегодского уезда Вологодской губернии — 4 августа 1949) — советский геолог, учёный, первооткрыватель ряда горных вершин и хребтов, в том числе высочайшей вершины Урала — горы Народной, первых уральских ледников и месторождений горного хрусталя на Приполярном Урале, руководитель полевых работ Северо-Уральской экспедиции Уралплана и Академии наук, руководитель Приполярной экспедиции треста «Русские самоцветы», автор (совместно с Б. Н. Городковым) географического термина «Приполярный Урал».

## Биография
Александр Алешков родился 5 февраля 1896 года (по новому стилю) в деревне Боброва Горка (61°12′08″ с. ш. 47°44′55″ в. д.), Сольвычегодского уезда Вологодской губернии, недалеко от села Никольск (в настоящее время относится к Вилегодскому району Архангельской области). По национальности коми-зырянин.
Современник и коллега Алешкова Петров Валерий Петрович (1908—1993) — советский минералог и петрограф, доктор геолого-минералогических наук, написал об Алешкове в своей автобиографической книге «Воспоминания о камне и о людях связанных с наукой о камне»: «Александр Николаевич Алешков по национальности был зырянин или как эту национальность называют сейчас — коми, это коренные жители Пермской области и Северного Урала. Еще до революции он сумел получить техническое образование и стал горным техником; в те годы это было немалое геройство. После революции он окончил университет и, когда в 1927 году я с ним познакомился, он был уже ассистентом Ф. Ю. Левинсона-Лессинга. Алешков работал в музее университета. В своей работе он остался верен Малой Родине, все его исследования велись на Урале и, особенно, на Полярном Урале.»
Студентом Ленинградского горного института в 1924 году начал работать в составе Северо-Уральской экспедиции Уралплана и Академии наук (под руководством Б. Н. Городкова). В первый год Алешков выполнял маршрутную топографическую съемку, затем вел геологические исследования и занимался организационными работами. В 1925 году участники экспедиции установили границу между зонами тундры и тайги на восточном склоне Урала, изучив закономерности в распределении верхней границы леса — ранее Полярный Урал был мало изучен и считался почти безлесным. Способом триангуляции была картографирована территория около 3000 км², также получены новые сведения о следах древнего оледенения этой части Урала.
В 1926 году Алешкову было поручено финансовое обеспечение экспедиции. В летний полевой сезон 1926 г. экспедиция разделилась на два отряда, первый — во главе с Городковым, второй — под руководством Алешкова. Как и в предыдущие годы, участники экспедиции вели точную съемку района работ — территории свыше 2000 квадратных километров.
В полевые сезоны 1927 и 1928 годов аспирант Ленинградского университета А. Н. Алёшков возглавил геологические исследования. Под его руководством были созданы топографические и геологические карты Приполярного Урала, определены высоты гор и открыта высочайшая вершина Урала, которой было присвоено название Народная (1927, 1895 м).
Н. П. Архипова и Е. В. Ястребов в своей книге «Как были открыты Уральские горы» описывают: «в 1927 г. экспедиция исследовала самую неизученную область Урала — водораздельные хребты между истоками рек Хулги и Щугора (так называемый Ляпинский Урал). Этот год экспедиции увенчался неожиданными и весьма важными открытиями. В истоках р. Народы (система Хулги — Ляпина) небольшой отряд в составе А. Н. Алешкова (руководство полевыми исследованиями перешло к нему: Городков возглавил экспедицию в северной части Обь-Енисейского водораздела и Гыданcкой тундре), В. Б. Сочавы и С. А. Янченко открыл два высоких кулисообразных хребта. Более высокий западный, протяженностью около 150 км, был назван «Кряж Исследователей Северного Урала XIX века» (или Исследовательский хребет), восточный (около 100 км длиной) — Народо-Итьинский хребет. Участники экспедиции установили, что оба кряжа соединяются «рядом плоских высоких гор», но «резко обособляются» к северу и к югу от «перемычки». Сложный рельеф этих массивов Алешков объяснил воздействием древних ледников. В пределах открытых хребтов экспедиция зафиксировала до десяти высочайших для Урала (свыше 1600 м над уровнем моря) вершин, названных горой Народной, пиком Карпинского, горой Дидковского. В очень трудных условиях, при помощи малой мензулы, экспедиция засняла и положила на карту территорию в 3300-3500 кв. км».
В своём отчёте Алешков скромно написал: «Кряж Исследователей Северного Урала XIX века… в нем горы Народная, Карпинского, Дидковского, а также Неройка… Народная достигает 1870 м, Карпинского 1793 м. С открытием их прекращается высотное первенство гор Сабли (по определению экспедиции, 1680 м) и Тельпоса (1550 м)».
Академик П. Л. Горчаковский (лично знавший Городкова) и кандидат географических наук Н. П. Архипова (бывшая аспирантом ученого) свидетельствовали — Городков неоднократно пояснял, что гора была названа в честь советского народа (с ударением на втором слоге) — вершина была открыта в канун 10-летия Октябрьской революции, но на выбор названия повлияло и созвучное название стекающей с юго-западного склона горы реки Народа.
В начале 30-х годов А. Н. Алешков совместно с Б. Н. Городковым предложили новый географический термин «Приполярный Урал» — высокогорный район, который они выделили из северной части уральского хребта. В 1927 году здесь были обнаружены первые хрусталеносные кварцевые жилы.
В 1929 году Алешков, основываясь на сведениях местных оленеводов, впервые открыл скопления горного хрусталя промышленного значения — месторождение Додо.
В том же 1929 году Алешков, во время изучения ледников на годе Сабля, совершил первое известное восхождение на вершину горы Народной, которое описал так: «При восхождении 1 июля (1929) на гору Народная и во время пребывания там мне представился случай, благодаря открывающемуся с этой наивысшей (1885 м.) вершины Урала обширному виду, наблюдать состояние снегов в горах в это время»
В 1933 году Александр Николаевич возглавил Северо-Уральскую кварцевую экспедицию. Собранные им образцы кристаллов были переданы им в кристаллографический сектор Ломоносовского института Академии Наук, где была доказана применимость кристаллов с Приполярного Урала для изготовления пьезокварцевых препаратов.
В 1934-35 годах в пределах Саранпаульского тузсовета Остяко-Вогульского округа был обнаружен пьезокварц высокого качества, который в промышленном количестве встречается очень редко и ранее импортировался в СССР для нужд радиопромышленности и производства приборов. Месторождения в тундровой зоне были труднодоступными: тюки с хрусталём по горным оленьим тропам и болотам перебрасывались к лодкам, на которых по порожистым Манье и Щекурье спускались в Саранпауль для дальнейшей отправки в Ленинград. Обратным путём экспедиции забрасывали продовольствие и стройматериалы для постройки баз в горах.
Под руководством Алешкова открыты месторождения пьезокварца: Додо, Центральный Паток, Хобе-Ю-плато, Бета-Шор, Альфа-Шор.
В 1939 году Алешков переехал в г. Москву. В 1942—1943 годах был с семьёй эвакуирован в г. Свердловск.
В. П. Петров в своей книге описал последние годы жизни Алешкова: «В конце 1942 г. и начале 1943 г. в Свердловске, в эвакуации, положение у Алешкова было крайне трудное, у него была большая семья и только один рабочий паек был у самого А. Н. Фактически его семейство сильно голодало. Тогда в Свердловске базировался ученый совет нашего института, секретарем ученого совета был Г. А. Соколов и, учитывая тяжелое положение А. Н. Алешкова, а также поговорив с А. Н. Заварицким и Д. С. Белянкиным, Г. А. Соколов предложил А.Н. защищать докторскую диссертацию. Напомню, что докторское звание позволяло получить дополнительную карточку на продукты, и этим можно было помочь семейству.
- Александр Николаевич, у Вас большие Уральские работы, соберите их и защищайте, но учтите, что Ваши представления о кварцолитах встречают огромную критику, не говорите о них! Ваши доказательства в этой области не примут».
А.Н. согласился, представил диссертацию. Г. А. Соколов ее внимательно прочел и убрал оттуда все «кварцолитовые» реликты. Оппоненты дали на диссертацию блестящие отзывы, и казалось, все будет хорошо.
Надо сказать, что уже во время написания диссертации А. Н. Алешков чувствовал себя плохо и почти отказался от полевых работ.
На заседание ученого совета Алешков пришел взволнованный. Г. А. Соколов его еще раз предупредил:
-Только ни слова о кварцолитах!
- Хорошо! Хорошо!
Когда ему предоставили слово, он вышел на трибину совершенно бледный и все сорок представленных минут говорил только о кварцолитах! Об общей геологии Урала, о которой была написана диссертация, не сказал ни слова. Сел после доклада и почти не отвечал на вопросы. Поскольку отзывы на диссертацию были блестящие, то члены ученого совета проголосовали «за» почти все. Но переживания, которые А.Н. пришлось испытать во время диссертации, не прошли даром, и у Алешкова начались мозговые явления. После защиты А. Н. Алешков практически уже не работал и относительно скоро скончался."
Умер 4 августа 1949 года, похоронен недалеко от места рождения — в селе Никольск, Вилегодский район Архангельской области.

## Память
Именем Алешкова названа гора на Полярном Урале.
Гигантский дымчатый монокристалл пьезокварца с месторождения Додо массой более тонны, экспонируемый в московском музее Института геологии рудных месторождений, петрографии, минералогии и геохимии, назван «Дар Алешкову». Эту друзу доставили до реки на 18 оленях и с большим трудом затем довезли до Ленинграда, дважды чуть не утопив в реках.